# Molnár Tamás (grafikus, 1955)
Molnár Tamás (Mezőtúr, 1955. szeptember 28. –) képzőművész, író, publicista.
Nős, felesége: Kárpáti Klára pedagógus. Gyermekei: Ádám (35), Márton (29), Anna (26). Két fia AK26 néven zenekart alapít. Lánya jogász.

## Életrajz
1974-75-ben a Szolnok Városi Központi Könyvtárban könyvtáros. 1975-77-ben a Szolnok Megyei Művelődési és Oktatási Központban közművelődési előadó. Később népművelőként a városi Ifjúsági Ház és Park vezetője. 1978-ban a Szolnok Megyei Idegenforgalmi Hivatal munkatársa, reklámmenedzser. 1980-82-ben a Szolnok Megyei Mozi üzemi Vállalat reklámgrafikusa. 1983-ban GRAFIC néven önálló reklám-vállalkozást alapít. 1983-85-ben a szolnoki Szigligeti Színház munkatársa. Később – számos házkutatás és rendőri retorziót követően – szabad szellemi foglalkozású ellenzékiként a város elhagyására kényszeríti a kommunista karhatalom.
1978-ban az INCONNU művészcsoport alapító tagja. 1980-tól tevékenyen részt vállal a demokratikus ellenzék illegális munkájában és szervezésében. 1985-ben politikai tevékenysége miatt országos kiállítási és munkavállalási tilalommal sújtják. Kényszerűségből Budapestre költözik, ahol szabadfoglalkozású grafikusként dolgozik. A Kulturális Fórum évében ARTERIA GALERIA néven magánlakás-galériát tart fenn, ahol 31 alkalommal művészeti és politikai eseményeket szervez. Eközben az INCONNU csoporttal közel 150 közéleti rendezvény és tüntetés gazdája. Művésztársaival 17 földalatti, ún. „szamizdat” kiadványt ad közre, miközben segíti a Beszélő és a Hírmondó folyóiratok előállítását. Aktív szerepet játszik a Los Angeles-i olimpia bojkottja elleni tiltakozásban, az erdélyi falurombolás és a nagymarosi gát elleni tüntetések előkészítésében. 1987-ben először kap útlevelet, felszólal Londonban az angol Munkáspárt kongresszusán. Hazautazását követően bevonják útlevelét, amiért társaival együtt éhségsztrájkba kezd. Ez évben tagja lesz a Magyar Reklámszövetségnek.
1988-ban felveszi tagjai sorába a Magyar Újságíró Szövetség. 1988-89-ben magán hírszolgálatot létesít INDEX néven, filmfelvételeket készít a rendszerváltás eseményeiről a londoni Hungarian October Freepress (Krassó György) számára. Külső munkatársként dolgozik az Amerika Hangja és a Szabad Európa Rádió magyar osztályainak. A rendszerváltás éveiben alapító tagja lesz az Amnesty International és az IGMF magyarországi emberjogi szervezeteinek. 1989-90-ben -Koczog András fafaragó vezetésével-, művésztársaival megfaragja és felállítja a rákoskeresztúri köztemető 301-es parcellájában, a Nemzeti Sírkertben a mártírokra emlékező 201 kopjafát. Ez évben barátaival együtt létrehozza az Október 23. Alapítványt, amely a forradalom emlékét kívánja megőrizni.
1991-94-ben az első szabad kormány sajtó-és reklámszakértője. Sajtóelemzéseket és beszédeket ír a kormányzat kisgazda képviselőcsoportjának. 1992-ben felveszi tagjai sorába a Nemzetközi Újságíró Szövetség. 1993-ban kitüntetik a Nagy Imre-emlékplakettel, amelyet később visszautasít. 1994-96-ban alapítója és elnöke az óbudai hegyvidéki civil egyesületnek. 1996-2000 között a Horn-kormány idején ismét szabad szellemi és fizikai tevékenységet folytat. Javarészt munkanélküli.
2001-ben társaival együtt újraszervezi az INCONNU művészcsoportot. Tagja lesz a Lovas István által vezetett legendás Sajtóklubnak. 2002 tavaszától Tóth Gy. László vezetésével társadalmi munkában segíti az első Orbán-kabinet kulturális szakértői csapatát. A választási vereséget követően, az év őszén barátai közreműködésével antikommunista plakátkiállítást rendez és indít országos körútra. Később Rácz Sándorral közösen beindítja a Magyar Országjáró Mozgalmat. Az év végén csatlakozik az Európai Unióba belépést ellenző Magyar Földvédő Mozgalomhoz. A Jobboldali Demokraták Társaságával kezdeményezi és koordinálja a félévente megrendezésre kerülő Visegrádi Disputa rendezvénysorozatait, amelyekről könyvsorozat is készül. Soros György politikai és kulturális befolyása ellen létrehozza a civil kezdeményezéseket tömörítő Párhuzamos Alapítványt, amely később támogatás hiányában megszűnik.
A politikai szervezőmunka mellett rendszeresen publikál a Magyar Nemzet és a Demokrata című újságokban. Megjelenik első nyilvános kötete Spion bölcsei címen. 2003-ban az 1956-os forradalom résztvevői kitüntetik a Forradalom Hőse emlékplakettel. Tagja, később alelnöke lesz a JOBBIK Magyarországért Mozgalomnak. Rendszeres szerzője a Nemzetőr újságnak. Megjelenik második nyilvános kötete, Hontalanság címmel. 2004. december 5-én nyilvánosan elégeti útlevelét a Kossuth téri tömeg előtt, a kettős állampolgárságról szóló népszavazás kudarca miatt. 2005-ben Első esély néven akciót kezdeményez a kommunista diktatúra felelőseinek elszámoltatása ügyében. Erőteljesen sürgeti az ügynöklisták nyilvánosságra hozatalát. A könyvnapokon megjelenik harmadik nyilvános kötete, Szarháziak és giccsmagyarok címmel. Az év végi nagy agrárdemonstráció során egy rakás trágyát "adományoz", a később megbukott szocialista földművelési miniszternek.
2006-ban nemzeti lobogót küld a „feledékeny” köztársasági elnöknek. Szervezi az antiliberális összefogást, és akciósorozatot indít az SZDSZ vallásgyalázó plakátjai ellen. Írásai rendszeresen megjelennek a Nemzetőrben, a Magyarok Lapjában és a kuruc.info nevű radikális hírportálon. Barátaival megalapítja a Krassó György emlékérmet, amelynek első kitüntetettje Modor Ádám történész. 2004-ben a MIÉP-JOBBIK a HARMADIK ÚT pártszövetség dunakanyari képviselőjelöltjeként, kisgazda és polgári körös támogatással elindul az országgyűlési választásokon. Együtt kampányol Csurka István íróval.
Az őszödi beszéd kirobbanását követően megválasztják a Kossuth téri tüntetések vezetésével megbízott MNB 2006 egyik ügyvivőjének és szóvivőjének. Később értelmiségi barátaival közösen megszervezi a Magyar Október Mozgalmat, majd 2007-ben Gorka Sebestyénnel és Bégány Attilával együtt alapító tagja és ügyvivője lesz az ÚDK (Új Demokratikus Koalíció) elnevezésű, parlamenten kívüli politikai pártnak. A sorozatos kudarcok és csalódások miatt végleg felhagy a közéleti szerepléssel.
2008-ban megjelenik negyedik nyilvános kötete, Polgárháború címmel. 2009-ben két könyvet ír Végítélet és Emberhalász címmel. 2010-ben magánkiadásban megjelenik a Végítélet című kötete. 2012-ben megjelenik Megfeszítve című kötete, miközben megírja életrajzi ihletettségű könyvét A szélmalomharcos címmel. 2013-ban Magyar Őstörténet Képekben címmel, országos vándorkiállítás anyagán dolgozik, amely elő-szkíta (Altáji) kőfaragások leletanyagát mutatja be. 2014-ben országos vándorkiállításra indul a 30 darab nagyméretű táblaképből álló SÁMÁNRAJZOK című kiállítása. 2015-ben újabb kiállítást készít SÁMÁN-MANDALÁK címmel. 2016-ban MÁGIKUS TÜKRÖK címmel készít táblaképeket. A kommunizmus elhurcolt áldozatainak emlékére -társai segítségével-, ebben az évben megfaragja még az országos vándorkiállításon bemutatott nagyméretű GULAG-installációt. 2017 decemberében eltávozik az élők sorából legjobb barátja és harcostársa Bokros Péter, az Inconnu csoport egyik alapító tagja. Emlékére nagyméretű torzót készít a szolnoki Művésztelep számára. 
2018 őszén, Modellváltás '89 címmel történelmi fesztivál keretében mutatja be az Inconnu csoport szerepét az elhazudott rendszerváltásban. 2019. március 15-én, életműve elismeréseként kitüntetik a Magyar Érdemrend lovagkeresztjével. Ebben az évben ismét országos vándorútra indul Sámánrajzok című kiállítása, amelyet bemutatnak Budapesten, Szolnokon és Kaposváron. Ez év októberében, Balra át, jobbra át – Művészeti és politikai radikalizmus a Kádár-korban címmel, nagyszabású kiállítás nyílik a budapesti Centrális Galériában, bemutatva az Inconnu művészcsoport munkásságát. 
2019-ben ismételten meghirdeti az uniós belépés és gyarmatosítás ellen tiltakozó politikai plakátpályázatot. Ebben az évben megfaragja még a tizenöt nagyméretű képből álló Életfa anyagát. 2020-ban Tedd fel a koronát címmel képzőművészeti pályázatot hirdet a koronavírus mindent átalakító társadalmi, emberi és lélektani hatásaival kapcsolatban. Támogatók hiányában sajnos mindkét művészeti felhívása süket fülekre talál!  
2021 októberében, egykori üldözött barátaival – sors és harcostársaival – megalakítja az ország első antikommunista egyesületét (Antikommunista Szabad Sajtó Egyesület – ATISZ) 
2022 őszén a lengyelországi Gdynia városában, a 14. NNW Nemzetközi Filmfesztiválon, politikai és művészeti életműve kapcsán a SZABADSÁG AJTAJA elnevezésű különleges politikai elismerésben részesült. 
Napjainkban a közélettől teljesen visszavonultan él a Szentendrei-szigeten lévő tanyáján, ahol Árvalányhaj művésztanya néven alkotóközösséget és művésztelepet szervez. Jelenleg sámánszobrok tervezésével és faragásával foglalkozik. Művészi munkái megtekinthetők az Árvalányhaj művésztanyán.

## Könyvei
- HARD -képregény magazin / Inconnu csoport 1979
- Ismeretlen földalatti vonal I.-II.-III.(szamizdat) 1979-1983 / Punknow Kiadó
- Történések és dokumentumok 1983 / Inconnu csoport
- Retrospektív - művészeti album / Artéria Kiadó 1985
- Szentháromság - Játékok a félelemről (drámák) Arteria–ABC Kiadó 1986
- A hús mitológiája - művészeti album (London) / Artéria Kiadó 1988
- Kopjafák és vallomások / Levelek 1956-ról /Kiadó: Csapó és társai, Szeged 1989
- Spion bölcsei / Válogatás a nemzeti sajtónak és az asztalfióknak írt publicisztikákból / Megvető Kiadó 2003
- Hontalanság / Megvető Kiadó 2004
- Szarháziak és Giccsmagyarok. Válogatás a nemzeti sajtónak és az asztalfióknak írt publicisztikákból / Masszi Kiadó 2005
- Polgárháború / Megvető Kiadó 2008
- Végítélet Megvető Kiadó 2010
- Emberhalász Megvető Kiadó 2010
- Megfeszítve Megvető Kiadó 2012
- A szélmalomharcos / Önéletrajzi kötet / Megvető kiadó 2012

#### Képzőművészeti munkái megtalálhatók:
Árvalányhaj művésztanya / Magyarország / Szentendrei-sziget
Artpool Archívum / Magyarország / Budapest
Bokros Péter magángyűjteménye / Budapest
Hoffmann István magángyűjteménye / Dunabogdány
The International Council of the Museum of Modern Art / New York / USA
Staatsgaleria Modern Art Museum / Stuttgart / Németország
Universiteits Bibliotheek / Amsterdam / Hollandia